# 和氣孝治
和氣 孝治（わけ たかはる、1977年9月29日 - ）は、南海放送 (RNB) の報道記者、アナウンサー。愛媛県南宇和郡御荘町（現・愛南町）出身。

## 来歴
2000年に南海放送に入社した後、2004年まで同局のアナウンサーを務めていた。
その後はニュースの取材・原稿書き・編集などの記者業務を担当していたが、2009年にアナウンス職に復帰し、同年3月にスタートした『NEWS チャンネル4』の記者兼ニュースキャスターとなる。
既婚者。

## 担当番組
- 特急！なんかいNEWSプラス1 - 「ただ今旬です」ナレーター[1]
- なっとくテレビn - 「ワケが知りたい」担当[7]
- Honda WING バイク大好き!![7]
- NEWS チャンネル4 - メインキャスター、フィールドキャスター[8]、「Movie cast」担当[9]
- モーニングディライトえひめ[10]
- ぶっくまーく!![10]
- あさラテ[11]
- なんかいNEWS・なんかいNEWSファイナル
- 愛媛新聞ニュース